# Tricholoma ulvinenii
Tricholoma ulvinenii är en svampart som tillhör divisionen basidiesvampar, och som beskrevs av Kuulo A. Kalamees. Tricholoma ulvinenii ingår i släktet musseroner, och familjen Tricholomataceae. Arten är reproducerande i Sverige.